# Église Saint-André de Champagne
L'église Saint-André est une église catholique située à Champagne, en France.

## Localisation
L'église est située dans le département français de la Charente-Maritime, sur la commune de Champagne.

## Historique
L'édifice est classé au titre des monuments historiques en 1938.